# Oana
Oana ist ein rumänischer weiblicher Vorname.

## Bekannte Namensträger
- Elena Oana Antonescu (* 1979), rumänische Politikerin (PD-L)
- Oana Ban (* 1986), rumänische Kunstturnerin
- Oana Gregory (* 1996), rumänische Schauspielerin
- Oana Manea (* 1985), rumänische Handballspielerin
- Oana Nechiti (* 1988), rumänisch-deutsche Tänzerin und Choreographin
- Oana Pantelimon (* 1972), rumänische Leichtathletin
- Oana Petrovschi (* 1986), rumänische Kunstturnerin
- Oana Solomon (* 1966), deutsche Schauspielerin rumänischer Herkunft

## Familienname
- Anamaria Oana (* 2007), rumänische Tennisspielerin
- Bianca Oana (* 1986), rumänische Filmproduzentin und Drehbuchautorin
- Ilie Oană (1918–1993), rumänischer Fußballspieler und -trainer